# دوران طلایی اسلام

نقشه مرزهای جهان اسلام و گسترش آن در سه دوره
پیامبر اسلام ۶۲۲–۶۳۲
خلفای راشدین ۶۳۲–۶۶۱
بنی امیه ۶۶۱–۷۵۰

دوران طلایی اسلام، دوره‌ای در تاریخ اسلام است که به‌طور سنتی سدهٔ هشتم میلادی آغاز و تا سده سیزدهم میلادی یعنی سقوط بغداد به دست مغولان ادامه می‌یابد. این دوره به‌طور سنتی در زمان هارون الرشید خلیفه عباسی (۷۸۶ تا ۸۰۹ میلادی) با گشایش بیت الحکمه در بغداد، بزرگ‌ترین شهر جهان در آن زمان، آغاز شده‌است. بغداد جایی بود که در آن همه‌چیزدانان و علمای مسلمان از مناطق مختلف در آنجا حضور داشتند و شروع به ترجمه دانش کلاسیک شناخته شده جهان به زبان‌های آرامی و عربی کردند. طی این دوره سرزمین تاریخی اسلام زیر حاکمیت خلفا بود و با اختراع‌های دوران طلایی اسلامی و گسترش علم، اقتصاد و فرهنگ مشخص می‌شود.
به‌طور سنتی گفته می‌شود که این دوره با فروپاشی خلافت عباسی به دلیل تهاجمات مغول و محاصره بغداد در سال ۱۲۵۸ میلادی به پایان رسید. تعداد کمی از محققان پایان عصر طلایی را در حدود سال ۱۳۵۰ میلادی و با رنسانس تیموری مرتبط می‌دانند. با این حال و برخلاف دیدگاه سنتی بسیاری از مورخان و پژوهشگران مدرن پایان عصر طلایی اسلامی را در اواخر قرن ۱۵ تا ۱۶ میلادی و در دوران امپراتوری‌های باروت اسلامی تعریف می‌کنند اما دیرترین تاریخ برای پایان این دوره سال ۱۷۰۷ میلادی و همزمان با مرگ اورنگ‌زیب می باشد. دوره قرون میانی اسلام در دوره ای مشابه، اگر نه یکسان، طی شد و یک منبع آن را ۹۰۰–۱۳۰۰ پس از میلاد تعریف کرده‌است.
هنرمندان، صنعت گران، فیلسوفان، دانش پژوهان، شاعران، جغرافی دانان، مهندسان، نویسندگان، شیمی‌دانان، فیزیک‌دانان، پزشکان، بازرگانان و دیگر دانشمندان جهان اسلام، نقش به سزایی در رشد، پیشرفت و تکامل دانش‌ها و فنونی از قبیل کشاورزی، هنر، اقتصاد، صنعت، حقوق، ادبیات، دریانوردی، فلسفه، شیمی، فیزیک، جامعه‌شناسی، پزشکی ایفا کردند. دانشمندان مسلمان در دوران طلایی اسلامی، پیشرو علم نجوم و ریاضیات در جهان بودند.

## شالوده و دگرگونی‌های آغازین
در خلال پیروزی‌های مسلمانان در آغاز قرن هفتم و نهم میلادی، سپاه اسلام، امپراتوری یا خلافت اسلام را که یکی از بزرگ‌ترین امپراتوری‌های تاریخ به‌شمار می‌رود، تأسیس کرد و آن را به تدریج گسترش داد. در قرن هشتم میلادی یعنی اوج حکومت خلفای عباسی، مرکز امپراتوری اسلامی از دمشق به شهر تازه تأسیس بغداد منتقل شد. دانشگاه‌های بغداد آغازگر دوره طلایی مسلمانان می‌باشند. خلفای عباسی کمتر تحت تأثیر احکام قرآن و احادیث و گفتاوردهای اسلامی بودند. در طول این دوره طلایی، جهان اسلام با بهره‌برداری از معلومات گسترده و صنعت و معماری و دانش و فلسفه کهن ممالک مغلوب و به‌کارگیری ظرفیتهای مادی و معنوی آن جوامع تبدیل به قطب دانش، پژوهش و نواندیشی شد و علوم و فنونی نظیر زراعت، هنر، اقتصاد، موسیقی، معماری، صنعت، حقوق، تاریخ، جامعه‌شناسی، زیست‌شناسی، ریاضیات، ادبیات، دریانوردی، فلسفه، شیمی، فیزیک، پزشکی، نجوم، علوم دینی، اخلاق، منطق و غیره گسترش داده شد. شهر بغداد در دوره هارون الرشید خلیفه عباسی، به اوج پیشرفت و شکوفایی خود رسد.

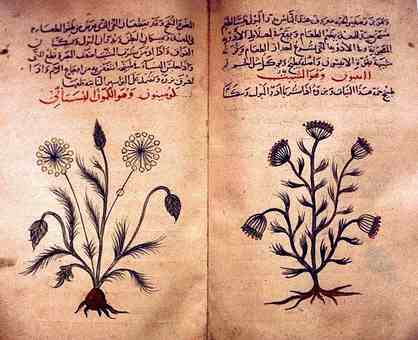
کتاب راهنمای گیاهان دارویی به زبان عربی مربوط به دوران طلایی مسلمانان

هارون الرشید علاوه بر دعوت از دانشمندان و محققان، به گردآوری و برگردان کتاب‌های خطی از زبان سریانی، یونانی و پهلوی به عربی فرمان داد. پس از هارون، پسرش مأمون، بیت‌الحکمه (خانهٔ دانش) بغداد را بنیان نهاد و دستور ساخت رصدخانه‌ای را صادر کرد. این اقدامات باعث مهاجرت دانشمندان از جای‌جای جهان به سوی بغداد و رونق آموزش و پژوهش شد. این اقدام به جنبش و نهضت ترجمه نیز مشهور است. بسیاری از آثار عهد عتیق و روزگار باستان که به دست فراموشی سپرده شده بودند، به زبان عربی و بعدها به زبان‌های فارسی، سندی، عبری، ترکی و لاتین ترجمه شدند. علوم گوناگون و عهد باستان میانرودان (بین‌النهرین)، روم، یونان، چین، هند، ایران، مصر، شمال آفریقا و تمدن بیزانس درآمیخته شدند. در دوران خلافت امویان در اندلس و حکمرانی فاطمیان در مصر، شهرهای کوردوبا و قاهره به عنوان مراکز علمی و دانشگاهی در حوزه‌های متعدد فعالیت پژوهشی داشتند.
برنارد لوئیس دربارهٔ این مراکز علمی و دانشجویان آن‌ها می‌گوید:
 در دوران طلایی اسلام، خلیفه به عنوان شخص اول روشن بین و متمدن، برای نخستین بار، دانشجویان و محققان مختلف را از سرتاسر دنیا مثل چین، هند، خاورمیانه، شمال آفریقا، اروپا و آسیای میانه گرد هم جمع نمود.
یکی از بزرگ‌ترین ابداعات در این دوره مهم کاغذ بود. کالایی که رمز و راز تولید آن سال‌ها در نزد چینی‌ها پنهان مانده بود. فوت و فن صنعت کاغذسازی را اسیران جنگ تالاس (۷۵۱ میلادی) به مسلمانان آموختند که بعداً این صنعت به سمرقند و بغداد روانه شد. اعراب با گسترش شیوه‌های چینی و استفاده از پوست درخت توت این صنعت را کامل کردند. مسلمانان با استفاده از نشاسته و آهار کتاب‌ها را صحافی می‌کردند. حدود سال ۹۰۰ میلادی، صدها مغازه کتاب فروشی که کتاب‌هایی با نسخ خطی می‌فروختند در بغداد وجود داشت. همچنین کتابخانه‌های عمومی، شامل کتب متنوعی در زمینه‌های گوناگون بودند. در قرن سیزدهم میلادی، حرفه کاغذسازی از ممالک مسلمان به فز و از آنجا به اندلس و اروپا گسترش پیدا کرد.

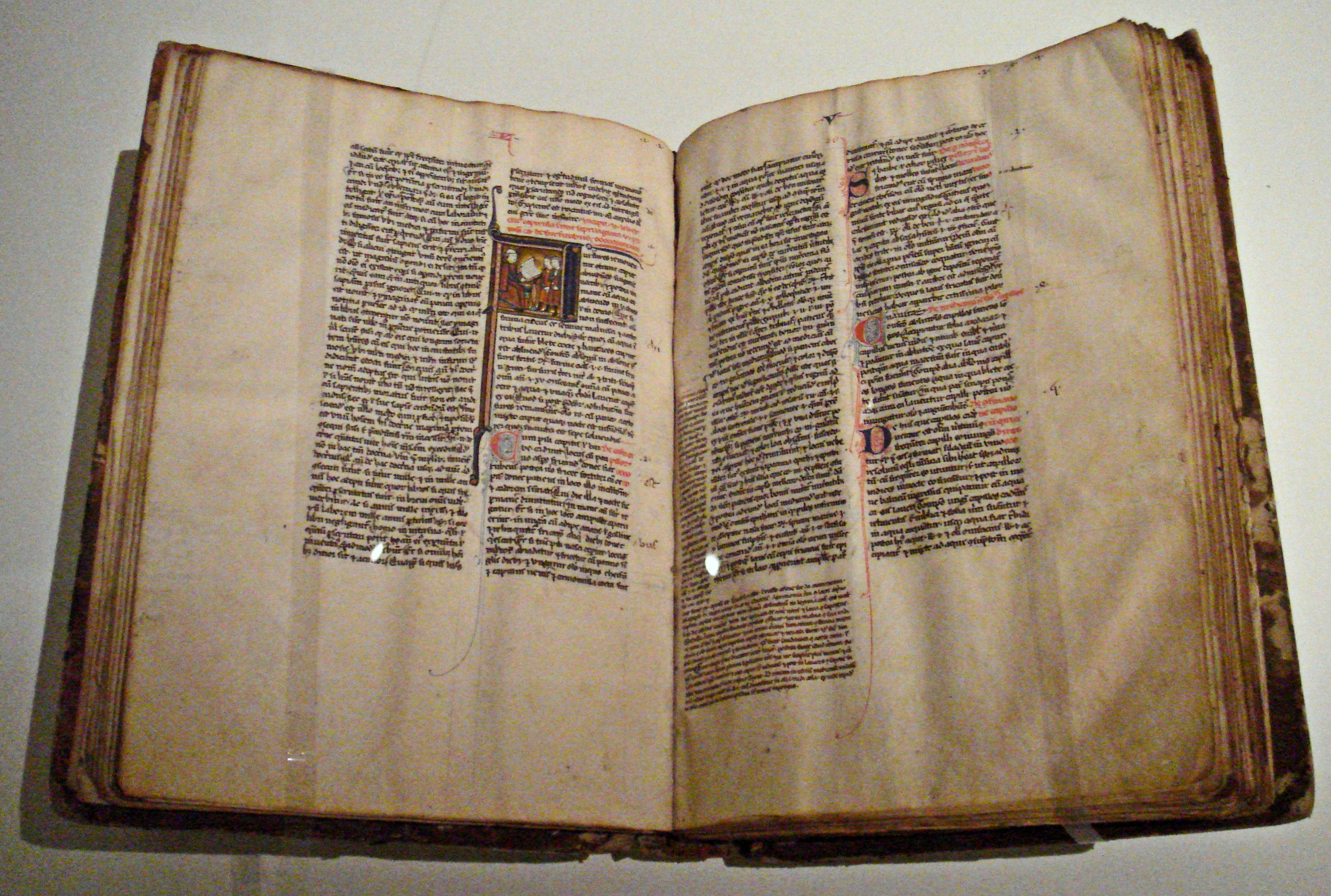
کتابی دربارهٔ علم طب از محمد زکریای رازی که در میانه دوم قرن سیزدهم میلادی به زبان ایتالیایی ترجمه شده‌است

دانش نقشه‌برداری و مکان نگاری، کمک بسیاری در توسعه و پیشرفت مسلمانان ایفا کرد. حتی پیش از ظهور اسلام، شهر مکه به عنوان مرکز بازرگانی دنیای عرب محسوب می‌شد. رسم و سنت زیارت کعبه، این شهر را به مرکز تبادل افکار و کالا تبدیل کرده بود. بازرگانان مسلمان تأثیر شگرفی بر تجارت و شاه راه‌های بازرگانی عربی آفریقایی و عربی آسیایی گذاشتند. بر عکس مسیحیان، هندیان و چینیان که جوامع شان بر مزرعه داری خانوادگی و کشاورزی اجدادی پایه‌ریزی شده بود، در جهان اسلام، تاجران مسلمان با تجارت و بازاریابی در دوران طلایی اسلامی، نقش اساسی را در تشکیل، رشد و گسترش مدنیت و تمدن اسلامی، بازی کردند. بازرگانان با آوردن کالا و انجام تجارت صادقانه، اعتماد چینی‌ها، هندی‌ها، مردم غرب آفریقا و جنوب شرق آسیا را به خود جلب کردند و در عوض ابداعات و اختراعات آن‌ها را به سرزمین‌های اسلامی به ارمغان آوردند. تجار مسلمان با سرمایه‌گذاری در صنعت نساجی و کشاورزی گام‌های نخستین را در ایجاد دوران طلایی اسلامی برداشتند.
جدا از بازرگانان مسلمان، مبلغان مذهبی اسلام نیز نقش عمده‌ای را در ارسال پیام اسلام به نقاط متفاوت جهان بازی کردند. عمده‌ترین این سرزمین‌ها، میان رودان باستان (بین‌النهرین)، ایران زمین، آسیای مرکزی و شمال آفریقا بودند. همچنین عارفین و سالکان مذهبی نفوذ قابل توجه‌ای در قسمت‌های متعددی از شرق آفریقا، آناتولی باستانی (ترکیه)، جنوب آسیا، جنوب شرق آسیا و شرق آسیا داشتند.

### اصول و مبنا

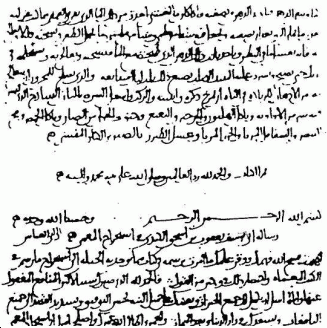
دست نوشته‌ای از ابویوسف کندی که در رابطه با دانش رمزنگاری است.

تعداد زیادی از اندیشمندان مسلمان علاوه بر اصول ارزشی دین خود، عقاید و دانش اخلاق متفکران گذشته را که بر پایه اصول بشر دوستانه عقلانی و مباحثات علمی مستدل بنا شده بود، پیگیری کرده و آن‌ها را مبنای پژوهش‌های خودشان قرار دادند. آثار زیادی از نوشته جات و کتاب‌های اسلامی از قرون میانه اسلامی (دوره طلایی مسلمانان) بر جای مانده‌است که به موضوعاتی نظیر شعر، عشق، تاریخ، فلسفه، ادبیات، خداشناسی و غیره پرداخته‌اند. مروری بر این آثار، آزادی اندیشه‌های متفاوت را در آن عصر بازگو می‌کند.
وجود آزادی دینی، اگرچه که هنوز جوامع جهان اسلام در کنترل ارزش‌های اسلامی بودند، کمک بزرگی در توسعه ارتباطات ادیان و اختلاط فرهنگ و خرد مسیحی، یهودی و اسلام کرد و این آغازگر یک دوره جدید فلسفی و فکری در سده‌های میانی یعنی قرن هشتم تا سیزدهم میلادی بود.
دلیل دیگری که باعث رشد جهان اسلام در این برهه زمانی شد، آزادی بیان و سخنوری بود.
نخستین رساله‌ها و دانش نویسه‌ها، دربارهٔ علم محیط زیست و دانشمندان علوم محیط زیست، که مخصوصاً در رابطه با آلودگی زیست‌محیطی مطرح شد، توسط ابویوسف کندی، محمد زکریای رازی، ابن الجزار القیروانی، بنی تمیم، ابوسهل مسیحی جرجانی، ابن سینا، علی بن رضوان، عبداللطیف البغدادی و ابن النفیس به رشته تحریر درآمد. مقالات آن‌ها همچنین موضوعات مختلفی را از قبیل آلودگی هوا، آلودگی آب، آلودگی خاک و سوء مدیریت شهری تشریح کرده بود.
شهرهای کوردوبا و اندلس که جزء ممالک اسلامی محسوب می‌شدند، دارای سطل‌های زباله بودند.

### مراکز آموزشی

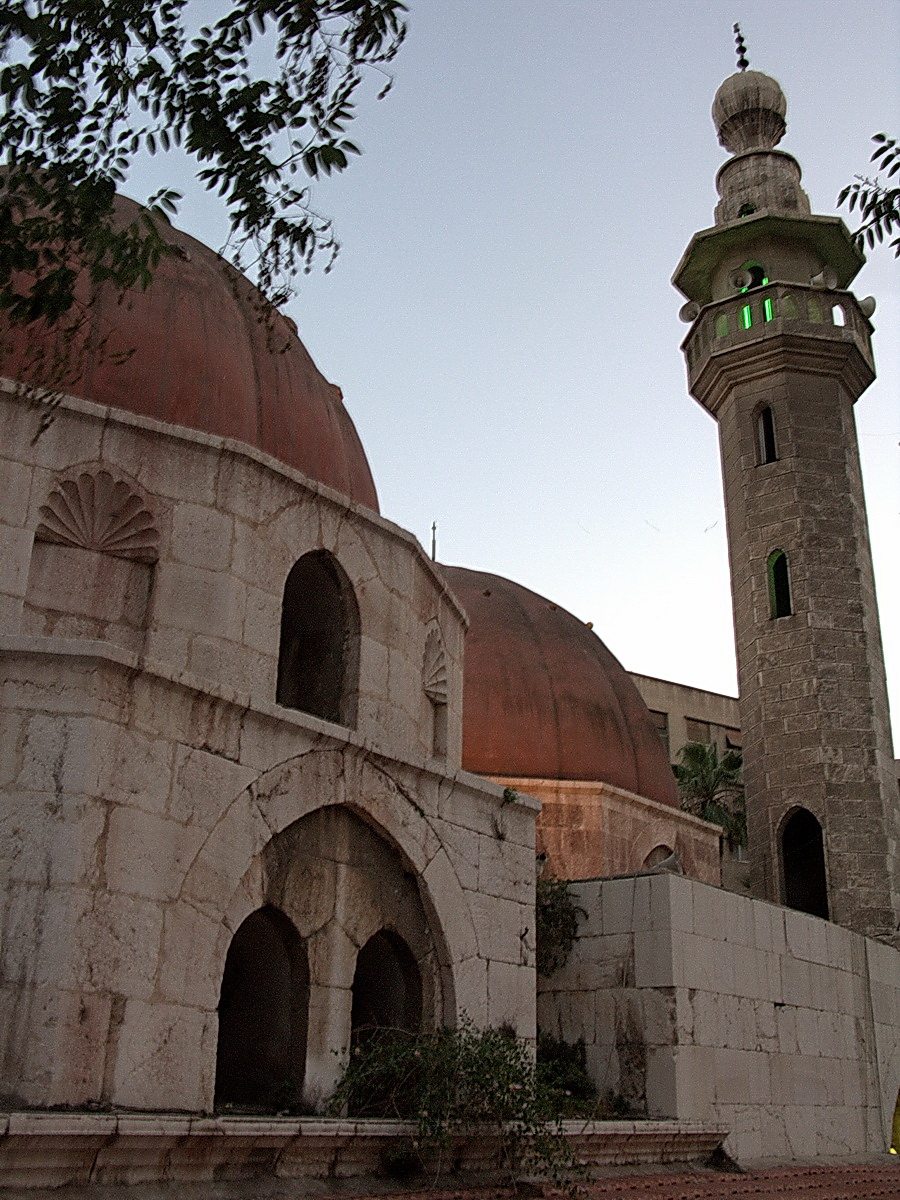
مدرسه رکنیه در دمشق ساخته سال ۱۲۲۴ میلادی

تعدادی از مراکز علمی و آموزشی که سابقاً در دنیای قدیم گمنام بودند، خاستگاه‌شان از سال‌های نخستین عصر طلایی اسلام نشأت می‌گیرد. بارزترین مثالی که در این زمینه می‌توان گفت، بیمارستان‌های عمومی است که به جای معابد شفاء و معابد خواب و استراحت، تأسیس گردید.
هچنین بیمارستان‌های مربوط به بیماری‌های روانی نیز در آن دوره ساخته شد.
از دیگر مراکز علمی پژوهشی که در دوران طلایی اسلامی بنیان نهاده شد، کتابخانه‌های عمومی (با قابلیت امانت دهی کتاب)، دانشگاه‌ها (با اعطاء درجه‌های علمی به دانشجویان) و رصدخانه‌های نجوم به عنوان مراکز پژوهشی را می‌توان نام برد.
تفاوت آشکاری که رصدخانه‌های عصر شکوفایی اسلام با رصد خانه‌های کهن داشتند، غیر خصوصی بودن این‌گونه مراکز بود. در دوران طلایی اسلامی حدود قرن نهم میلادی، نخستین دانشگاه‌هایی که به دانشجویان خود مدرک تحصیلی پزشکی اعطاء می‌کردند تحت عنوان بیمارستان بر پا شدند. این مراکز دو منظوره بوده و حالت دانشگاه-بیمارستان داشتند.
کتاب گینس که رکوردهای دنیا در آن ثبت می‌شود، دانشگاه قرویین (تأسیس ۸۵۹ میلادی) واقع در شهر فز مراکش را به عنوان کهن‌ترین دانشگاهی که مدرک تحصیلی به دانشجویان خود اعطاء می‌کرد، معرفی نمود.
دانشگاه الازهر که در سال ۹۷۵ میلادی در قاهره بنا شد، در رشته‌های گوناگون دانشگاهی، مدارک تحصیلی به دانشجویان خود اعطاء می‌کرد. این مدارک شامل مدارک تخصص تری و ارشد (کارشناسی ارشد امروزی) نیز می‌شد. دانشگاه الازهر به عنوان یک دانشگاه کامل در دنیا شناخته شده‌است. خاستگاه و اصل درجه و مدرک دکترا به مجوز و مدرکی با نام اجازه  (به عربی: الإِجازَة) بر می‌گردد. دانش آموختگانی که این مدرک را اخذ می‌کردند اجازه داشتند در مدارس اسلامی به نشر آراء و افکار خود و همچنین تدریس علوم مربوط به پردازند.
گفته شده‌است، کتابخانه طرابلس در لبنان تا پیش از جنگ‌های صلیبی حدود ۳ میلیون کتاب داشته‌است. این کتابخانه در جریان جنگ‌های صلیبی ویران شد. در این میان آثار بسیار مهمی به زبان عربی دربارهٔ علوم ریاضیات وجود داشت که تعدادشان به‌طور قابل ملاحظه‌ای از مجموع کتاب‌های لاتین و یونانی قرون وسطی بیشتر بود. البته تعداد کمی از این کتاب‌ها در دانشگاه‌های عصر حاضر تدریس می‌شود.
به عنوان مثال جمیل رجب کارشناس تاریخ علوم دانشگاه مک گیل در این زمینه می‌گوید: «کمتر از پنج درصد از کتاب‌های موجود قرون وسطی اسلامی در حال تدریس می‌باشند.»
سهیم الحسنی استاد دانشگاه و مهندس مکانیک اماراتی دانشگاه منچستر در اینباره می‌گوید: «تعداد پنجاه هزار نسخه خطی به جا مانده مورد بازبینی قرار گرفته‌اند و هنوز پنج میلیون نسخه در نوبت بازبینی قرار دارد.»
در جریان جنگ‌های صلیبی یک صد هزار جلد از کتاب‌های دارالعلم غارت شده یا به آتش کشیده می‌شود.
نخستین بیمارستان مسلمانان در سال ۸۸ هجری قمری در زمان خلافت امویان تأسیس شد، طی این دوران بیش از ۶۰ بیمارستان در بغداد و ۳۳ بیمارستان در قاهره ساخته شد.
در دوران طلایی اسلامی مراکز حقوقی ویژه‌ای تأسیس شدند که به امور خیریه، وقف و امور حقوقی می‌پرداختند. همچنین مراکز حواله پول، حل اختلاف و دادخواهی نیز بنا شدند.

### حکیمان چند علمی

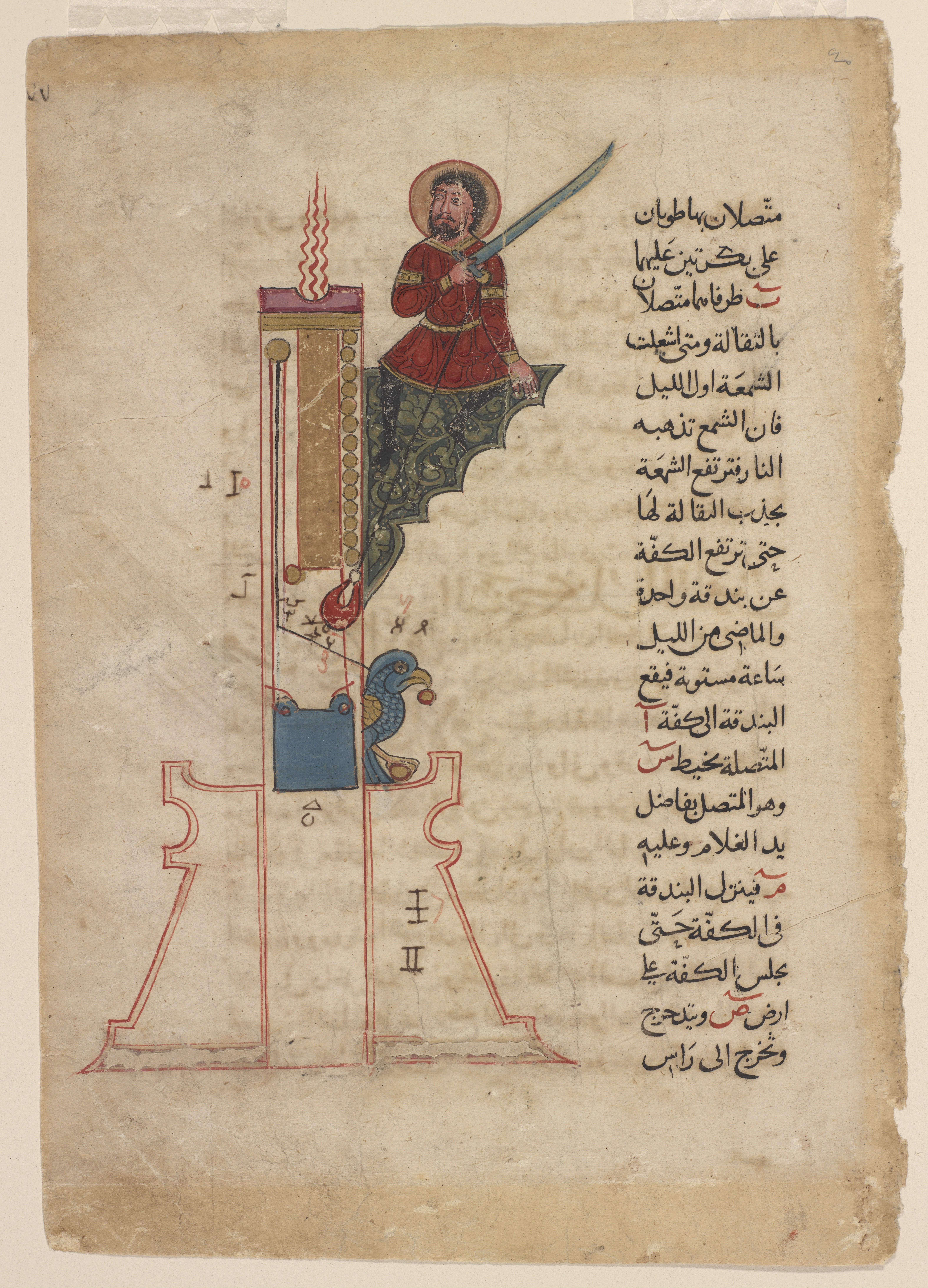
ساعت شمعی بدیع‌الزمان جزری ۱۲۰۶ میلادی

از دیگر ویژگی‌های دوران طلایی اسلامی، وجود دانشمندان، حکیمان و دانش پژوهانی است که در چندین دانش متفاوت سر رشته داشته و در آن سرآمد روزگار خویش بودند. این حکیمان هم در علوم مادی و فیزیکی و هم در علوم دینی و متافیزیکی، در شاخه‌های متعدد، دخیل بوده و پژوهش‌های ارزنده‌ای می‌کردند. مثالی که در این زمینه در دنیای غرب، در دوره رنسانس می‌توان نام برد، لئوناردو دا وینچی می‌باشد.
در خلال دوران طلایی اسلامی، تعداد حکیمان و پژوهشگرانی که در چند زمینه علمی فعالیت داشتند بسیار بیشتر از دانشمندانی بودند که تنها در یک رشته تخصصی تحقیق و مطالعه می‌کردند.
از این میان می‌توان ابوریحان بیرونی، جاحظ، ابویوسف کندی، ابن سینا، شریف ادریسی، ابن باجه، ابن زهر، ابن طفیل، ابن رشد، جلال‌الدین سیوطی، جابر بن حیان، عباس بن فرناس، ابن هیثم، ابن نفیس، ابن خلدون، امام محمد غزالی، محمد بن موسی خوارزمی، علی بن حسین مسعودی، مقدسی، بدیع‌الزمان جزری، فخر رازی، محمد بن جریر طبری، خواجه نصیر طوسی و شیخ بهائی را نام برد.

## اقتصاد

### دوران اکتشاف
امپراتوری اسلامی در طول دوران طلایی اسلامی نقش بسیار کلیدی را در جهانی سازی بازی کرده‌است. بازرگانان و جهانگردان مسلمان، به وسیله اقتصاد، دانش و تجارت، کشورها و تمدنهای گوناگون و جدا افتاده را از سر تا سر دنیا به هم پیوند زدند.
گستره شبکه جهانی تجارت مسلمانان از سواحل شرقی اقیانوس اطلس آغاز و پس از گذشتن از دریای مدیترانه و میان رودان (خاورمیانه) تا هند و چین ادامه داشت.
این شبکه بازرگانی جهانی نقش مهم و کلیدی را در برقراری و حفظ امپراتوری‌های اسلامی ایفا کرد. تجارت مسلمین به عنوان یک قدرت اقتصادی پیشرو در طول قرون هفتم تا سیزدهم میلادی، ابزار بسیار مهم و عامل کلیدی شد تا به کمک آن امپراتوری‌های اسلامی عباسی، اموی و فاطمی بنا شده و به سهولت بیشتری به اهداف سیاسی و حکومتی خود برسند.

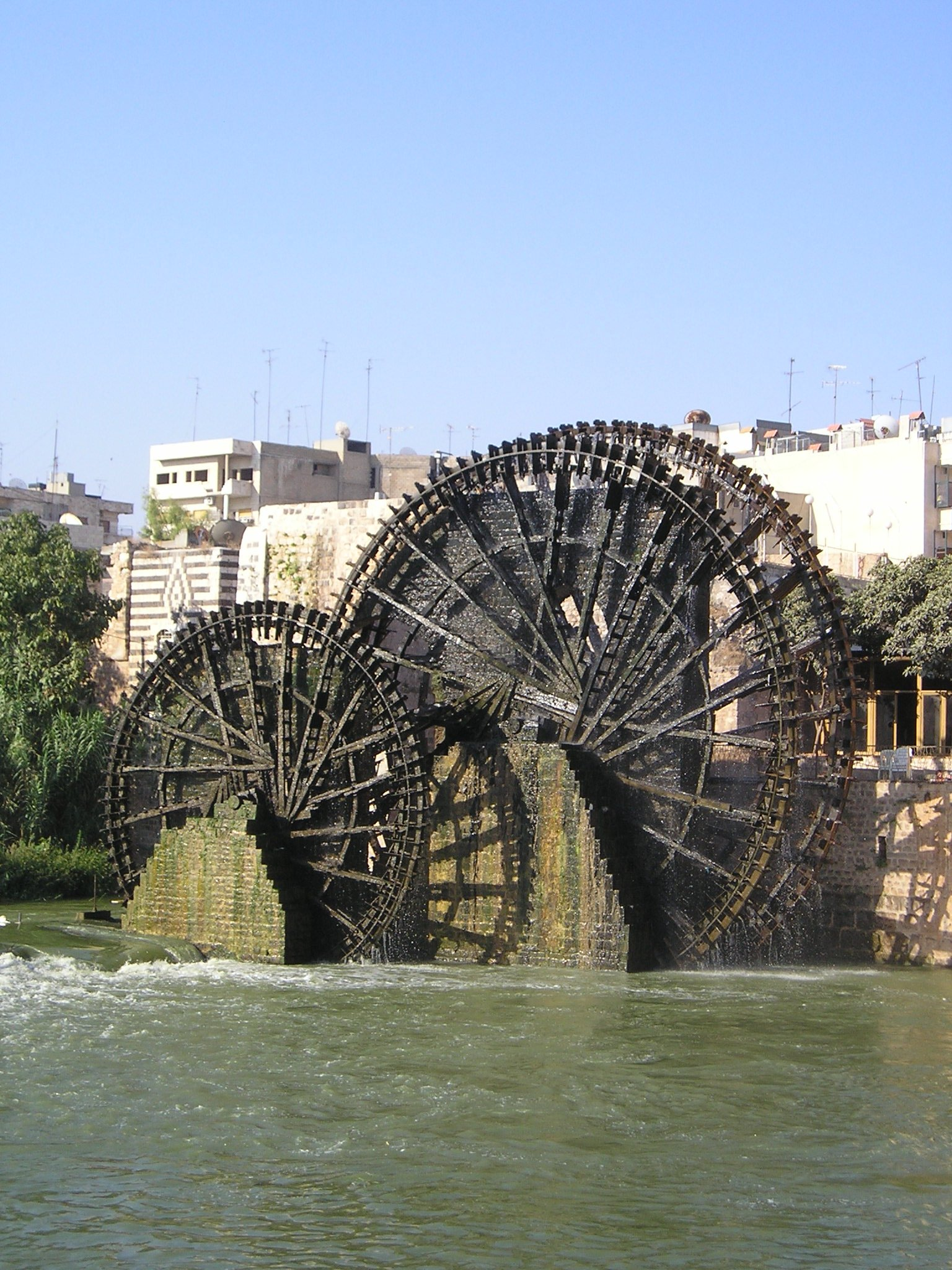
آسیاب آبی حماة بر روی رود العاصی Orontes River در کشور سوریه، دستگاه‌های آسیاب آبی (چرخ آب‌کشی) Noria، ساقیه Sakia، پمپ زنجیری Chain pump در انقلاب کشاورزی مسلمانان توسط مهندسان مسلمان ابداع و به‌طور گسترده در آبیاری و کشاورزی مورد استفاده قرار گرفتند.

### انقلاب و دگرگونی‌های کشاورزی
در دوران طلایی اسلامی، دگرگونی‌های بزرگ کشاورزی زیر عنوان «انقلاب کشاورزی اعراب» رخ داد.
بازرگانان مسلمان با گسترش و انتشار روش‌ها و تکنیک‌های صنعت کشاورزی و همچنین انتشار بذرهای گوناگون کشاورزی انقلابی را در نشر محصولات کشاورزی ایفا کردند. تجار مسلمان با خرید بذرهای سورقوم از سرزمین‌های آفریقایی، مرکبات از چین، نیشکر، پنبه و برنج از هند و با فروش و پخش آن در سرزمین‌های اسلامی که قبلاً" این محصولات کشت نمی‌شد، محصولات زراعتی را در دیگر بلاد اسلام منتشر کردند.
این تغییرات بزرگ کشاورزی، علاوه بر گسترش زراعت و محصولات کشاورزی، موجب گسترش و توسعه اقتصاد، پراکندگی و افزایش جمعیت، تغییر در پوشش‌های گیاهی، افزایش تولید و درآمد کشاورزی، رشد زندگی شهری، گسترش و قوت نیروی کارگری، توسعه آشپزی و تنوع غذایی، گسترش صنعت نساجی و پوشاک و بهبود و بالاتر رفتن سطح زندگی در جهان اسلام گردید.
در قرن هشتم میلادی، در خلال انقلاب کشاورزی، صنعت تصفیه نی شکر و چغندرقند توسعه پیدا کرد و این دو محصول به صورت شکر تجاری درآمدند. اعراب صنعت تولید شکر را توسعه دادند و با گسترش مزارع نی شکر و چغندر قند، صنعت تولید شکر و محصولات تابعه آن را در جهان اسلام انتشار دادند. برای نخستین بار مسلمانان «کشاورزی تجاری» را مرسوم کردند و محصولات زراعی را علاوه بر احتیاجات خانوادگی، به منظور کالایی برای فروش، تولید کردند.
کشاورزان چندین بار در سال و به صورت چهار فصل از مزارع محصولاتی نظیر اسفناج، بادمجان و غیره به دست می‌آوردند. در یمن گندم و در عراق برنج، دو بار در سال از یک مزرعه درو می‌شد.
مسلمانان یک روش علمی را در کشاورزی توسعه دادند که این روش بر سه عامل اصلی و بنیادی بنا شده بود. نخستین عامل، سامانه پیچیده و تخصصی گردش سالانه کشت محصولات است، دومین عامل، روش کاملاً توسعه یافته آبیاری است و سومین عامل، ارائه تنوع زیادی از محصولات کشاورزی است. مسلمانان زراعت را با علم به اینکه چه محصولی را در چه فصلی، در چه زمینی و با چه میزان آبی آبیاری کنند، انجام می‌دادند. در دانشنامه‌ها، موارد بی‌شماری به تفصیل در رابطه با کشاورزی و گیاه‌شناسی ارائه شده‌است.

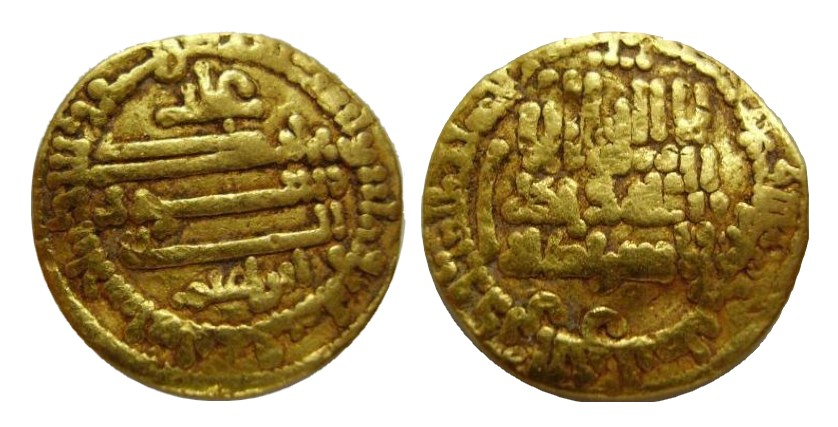
سکه طلا دینار دوره اغلبیان ضرب شده در سال ۸۹۹

### اقتصاد و بازار
نخستین شکل نظام سرمایه‌داری و بازار آزاد در زمان سلسله‌های اسلامی و دوران طلایی اسلامی شکل گرفت.
در خلال قرن هشتم تا دوازدهم میلادی، ممالک اسلامی جایی برای نخستین بازارهای تجاری، دادوستد و سرمایه‌داری درآمدند، که از آن به عنوان «سرمایه‌داری اسلامی» یاد می‌شود.
در دوران طلایی اسلامی یک اقتصاد پولی قدرتمند بر پایه چرخش پولی (دینار) حکم‌فرما بود. ممالک و قلمروهای مختلف اسلامی که قبلاً خودمختار و مستقل بودند دارای یک سیستم یک‌پارچه اقتصادی و پولی با واحد پولی مشترک شدند.

### کالاهای مصرفی، هزینه‌های زندگی و حقوق مشاغل مختلف
در پروژه ای به سرپرستی استاد دانشگاه مایا شاتزمیلر، هزینه‌های زندگی و کالاهای مصرفی و حقوق مشاغل مختلف کشورهای اسلامی در دوره میانه به دست آورده شد. مایا شاتزمیلر متخصص تاریخ اجتماعی و اقتصادی جهان اسلام قرون وسطایی است. اطلاعاتی که در پایین آورده شده، براساس این پروژه می‌باشد. هرچند در این مطالعه اطلاعاتی از کشورهای مصر، سوریه، عراق، یمن و … آورده شده، اما اطلاعات مربوط به مصر کامل‌تر است؛ چرا که منبع اصلی پروژه کتابی از الیاهو اشتور، شرق‌شناس و مورخ اتریشی-اسرائیلی است و اطلاعات مربوط مصر در این منبع بیشتر سایر کشورها است.

#### کالاهای مصرفی
از جمله کالاهای مصرفی در دوره میانه می‌توان به نان، گوشت، مواد غذایی (همچون تخم مرغ و عسل و روغن زیتون و خرما)، مصالح ساختمانی، برده، پاپیروس و کاغذ و آرد اشاره کرد. با مقایسه قیمت هر کالا می‌توان هر یک را در دسته‌بندی‌های مربوط بخود قرار داد. برای مثال در قرن ۷ تا ۱۰ میلادی، در شهر فسطاط (اولین پایتخت اسلامی در مصر)، قیمت هر برده ۳۰ دینار بوده‌است. هر چند ممکن است قیمت‌های دیگری هم برای خرید برده‌ها پرداخت شده باشد، اما قیمت معمول ۳۰ دینار بوده‌است. برای مثال ملک کافور، برده ثروتمندی که پس از مدتی پادشاه مصر شد، ۱۸ دینار خریداری شده بود. به‌طور کلی در عراق قیمت یک برده عادی می‌توانست تا ۷۰ دینار متغیر بود. در مصر، به خاطر موقعیت جغرافیایی این کشور، تعداد برده‌ها بیشتر و در نتیجه قیمت آن‌ها کمتر بود. در حالی که در عراق تنها اعضای طبقه ثروتمند می‌توانستند برده داشته باشند.
از طرفی قیمت برده‌های جوان (دختر یا پسر) تا ۰٫۴ دینار هم پایین می‌آمد. اگر دختر جوان زیبا بود، ممکن بود قیمت او تا ۶۶ دینار افزایش یابد. قیمت دختر جوان و زیبایی که می‌توانست آواز بخواند، گاهی تا ۲۰۰۰ دینار هم می‌رسید. قیمت بالای برده نشان می‌دهد که برده کالایی لوکس محسوب می‌شده و تنها ثروتمندان می‌توانستند آن را داشته باشند.
از طرفی قیمت هر نان پیتا ۱ دینار بوده اما از آن جا که نان انواع مختلفی داشته‌است؛ به صورت میانگین قیمت نان ۰٫۰۰۴ دینار بوده‌است. قیمت حیوانات مختلف بسیار متفاوت بود. شتر و میمون ارزان‌ترین حیوان و قیمت آن‌ها ۳ دینار بوده‌است. در حالی که قیمت اسب ۷ دینار و قیمت قاطر از ۵ دینار تا ۲۸ دینار متفاوت بوده‌است. ارزان بودن قیمت شتر با توجه به سازگاری بیشتر آن با آب و هوای خشک و فراروانی آن قابل درک است.
قیمت کتاب هم گاهی تا ۸۰ دینار می‌رسید. قیمت سایر کالاها به صورت خلاصه در پایین آورده شده‌است. قیمت‌ها و کالاهایی که در جداول زیر آورده شده، همگی مربوط به مصر و در بازه زمانی ۷ تا ۱۰ میلادی بوده‌اند.

#### حقوق مشاغل مختلف
بین قرن‌های ۷ تا میلادی، در مصر، درآمد کسی که مسئول رونویسی بود، ۸۰ درهم بوده‌است. کارگرهای روزانه بین یک دوم تا سه چهارم دینار دستمزد می‌گرفتند. درآمد باغبان خلیفه ۶/۵ دینار و درآمد تعمیر کننده قایق ۴/۳ دینار در ماه بود. از طرفی درآمد یک هنرمند خوب از ۱ و ۱/۴ دینار تا ۲ دینار متغیر بود. با بررسی حقوق مشاغل می‌توان به این نتیجه رسید که افرادی که در دربار و دولت مشغول به کار بودند، درآمد و شرایط بهتری داشتند.

#### نرخ ارز دینار به درهم
در قرن ۷ تا ۸ میلادی، هر یک دینار برابر با ۱۲ درهم بود. اما در یک دوره زمانی نرخ ارز به شدت سقوط کرد و هر ۱ دینار برابر با ۲۷ تا ۲۸ درهم شد. از آن پس نرخ ارز از ۱۳ درهم تا ۲۵ درهم در نوسان بود.

### رشد صنعتی

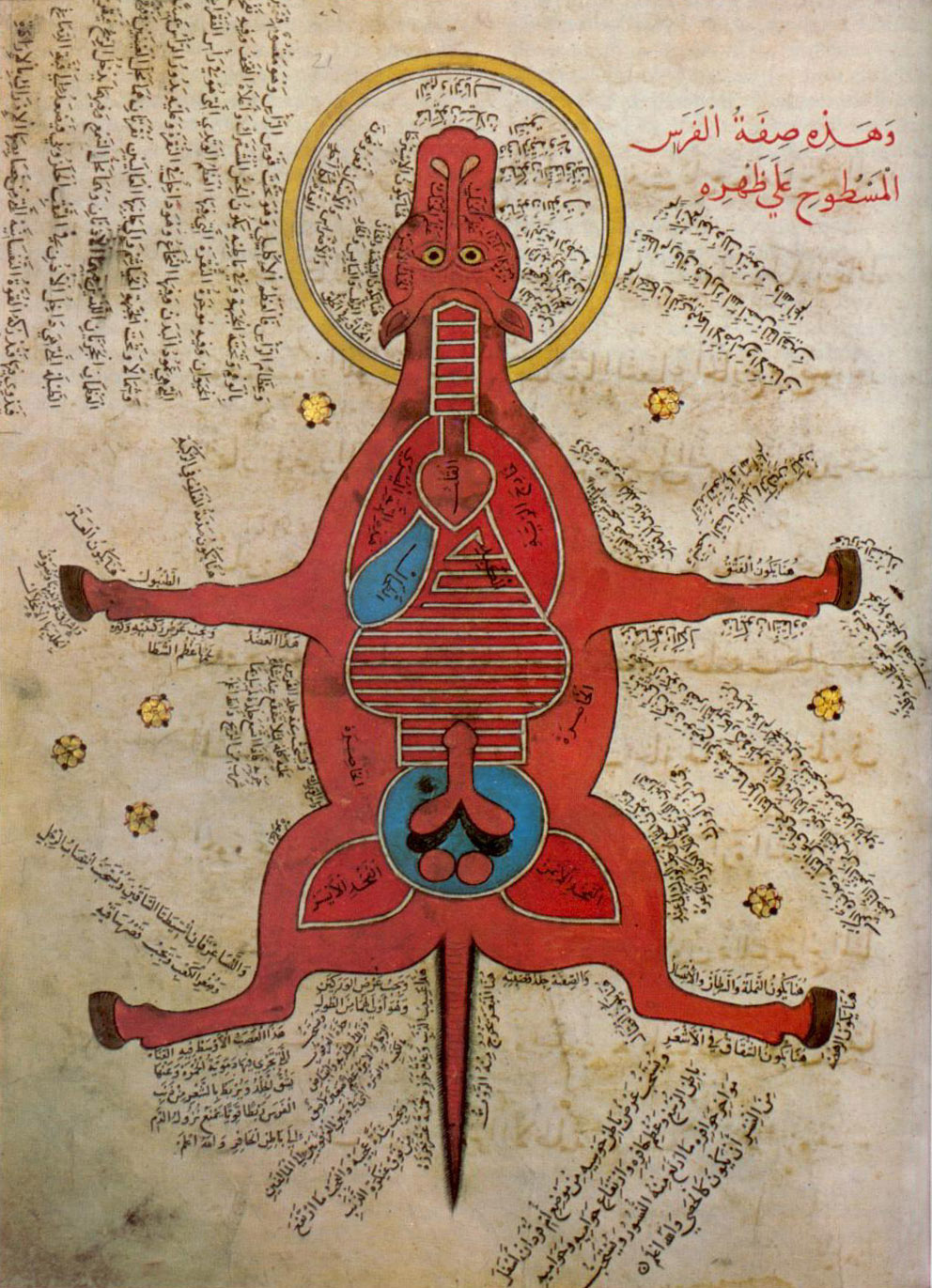
کالبدشناسی اسب حدود یک قرن پس از دوران طلایی اسلامی. سده ۱۵ (میلادی). این تصویر یک سند مصری است که در کتابخانه دانشگاه استانبول نگهداری می‌گردد.

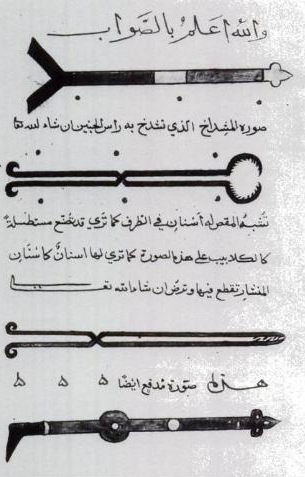
ابزارهای جراحی توسط ابوالقاسم زهراوی، پزشک و جراح اَندَلُسی

در دوران طلایی اسلامی انرژی آبی، انرژی بادی و انرژی جزر و مدی، انواع انرژی‌های گوناگون جهت استفاده برای انواع آسیاب و کارخانه‌های متعدد بودند.
در خلال سده یازدهم میلادی استفاده از آسیاب‌های آبی و بادی در جای جای سرزمین‌های اسلامی مثل شمال آفریقا، اندلس، آسیای مرکزی و میان‌رودان کاربرد فراوانی پیدا کرده بود.
مهندسان مسلمان در این برهه زمانی موفق به اختراع توربین آبی و میل‌لنگ شدند. آنان از چرخ‌دنده‌ها در اقسام آسیاب و دستگاه‌های بالابرنده آب استفاده کردند. مهندسین دوران طلایی اسلامی در استفاده از سدهای آبی به عنوان تأمین‌کننده انرژی آبی پیشرو بودند و برای انواع آسیاب و دستگاه‌های بالابرنده آب، انرژی افزوده تولید کردند.

## دیدگاه پژوهشگران

### هووارد آر ترنر
هووارد آر ترنر در این‌باره می‌گوید: «هنرمندان، دانشمندان، پادشاهان و رعایای مسلمان دست به دست هم، فرهنگ و تمدن بی‌همتایی را به وجود آورده‌اند، که تمام جوامع و انسان‌های دیگر کشورها، به شکلی مستقیم و غیر مستقیم، تحت تأثیر آن قرار گرفته‌اند.»

### ذبیح‌الله صفا

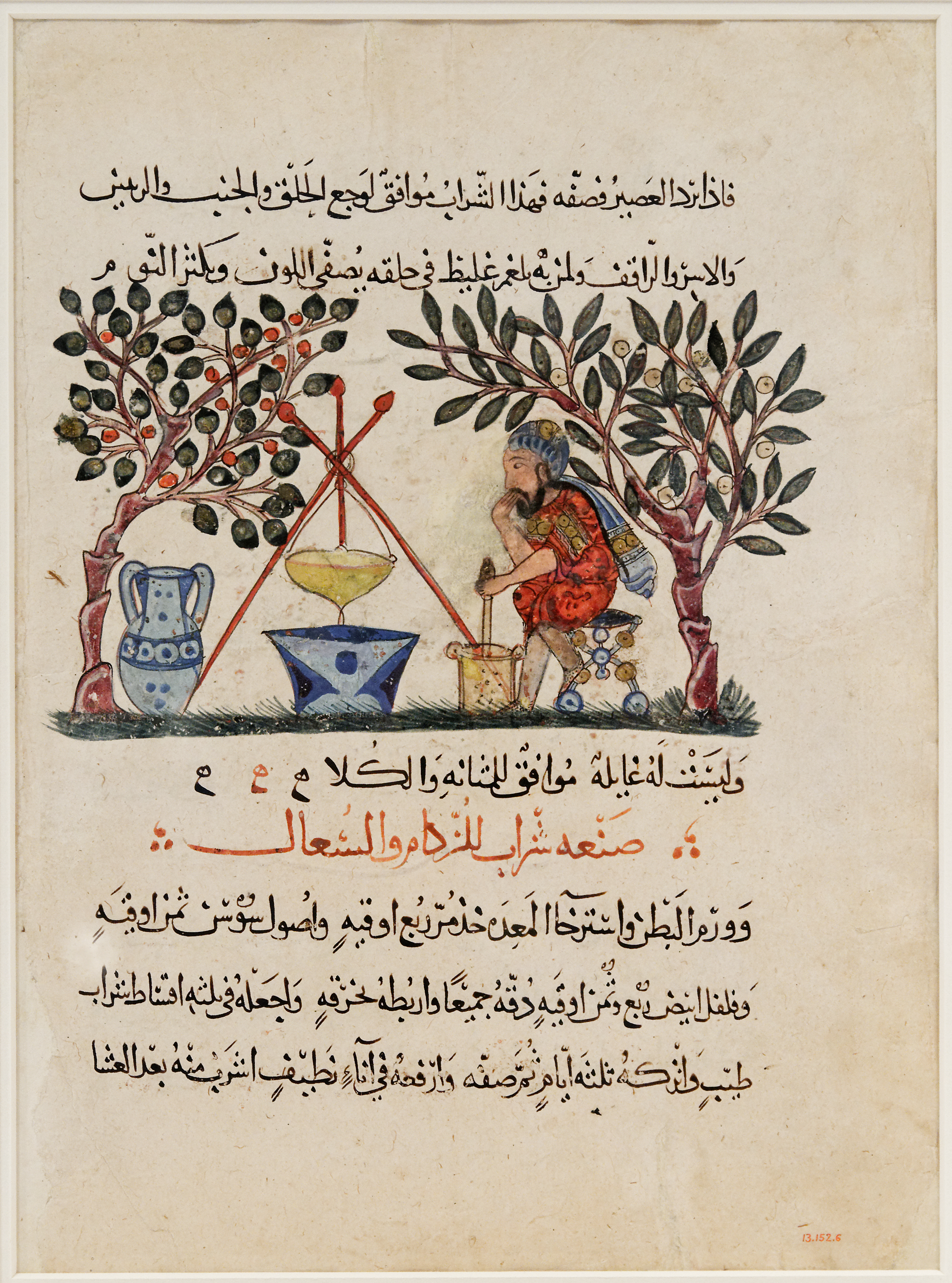
ورق کتابی از دوران طلایی اسلامی که آماده‌سازی نوعی دارو را نمایش می‌دهد. متعلق به قرن ۱۳ میلادی

ذبیح‌الله صفا می‌نویسد: «تمدن اسلامی به درجه‌ای از عظمت و در مرتبتی از کمال و پهناوری است که آگهی از همه ابواب و احاطه بر همه انحاء آن به واقع دشوار است و اگر کسی یافته شود که درصدد این ادعا برآید باید به قلت اطلاع و گستاخی وی حکم کرد. مهم‌ترین عنصر از عناصر این تمدن، علوم شرعی و عقلی و ادبی آن است که به زبان‌های عربی و فارسی تألیف و تدوین شده‌است»

### سیدحسن تقی‌زاده
حسن تقی‌زاده دربارهٔ تمدن اسلامی می‌نویسد: «بعد از تمدن یونانی تا ظهور تمدن جدید اروپایی در چند قرن اخیر، بزرگ‌ترین و عالیترین و پرمایه‌ترین تمدن‌های عالم، تمدن اسلامی بین قرن دوم تا هفتم (هجری) بود که رونق علوم و فنون عقلی در آن … به بالاترین درجهٔ کمال رسید و … اساس تمدن اروپایی هم تا آنجا که به علوم و فنون است به وسیلهٔ ترجمهٔ کتب علمی عربی از قرن یازدهم و دوازدهم مسیحی … پیدا شده»

### دیدگاه مرتضی مطهری
مرتضی مطهری می‌نویسد: «پس از ظهور اسلام و تشکیل حکومت اسلامی و گرد آمدن ملل گوناگون در زیر یک پرچم به نام پرچم اسلام تمدنی عظیم و شکوهمند و بسیار کم‌نظیر به وجود آمد که باعث جامعه‌شناسی و تاریخ آن را به نام تمدن اسلامی می‌شناسد.»

## نگارخانه

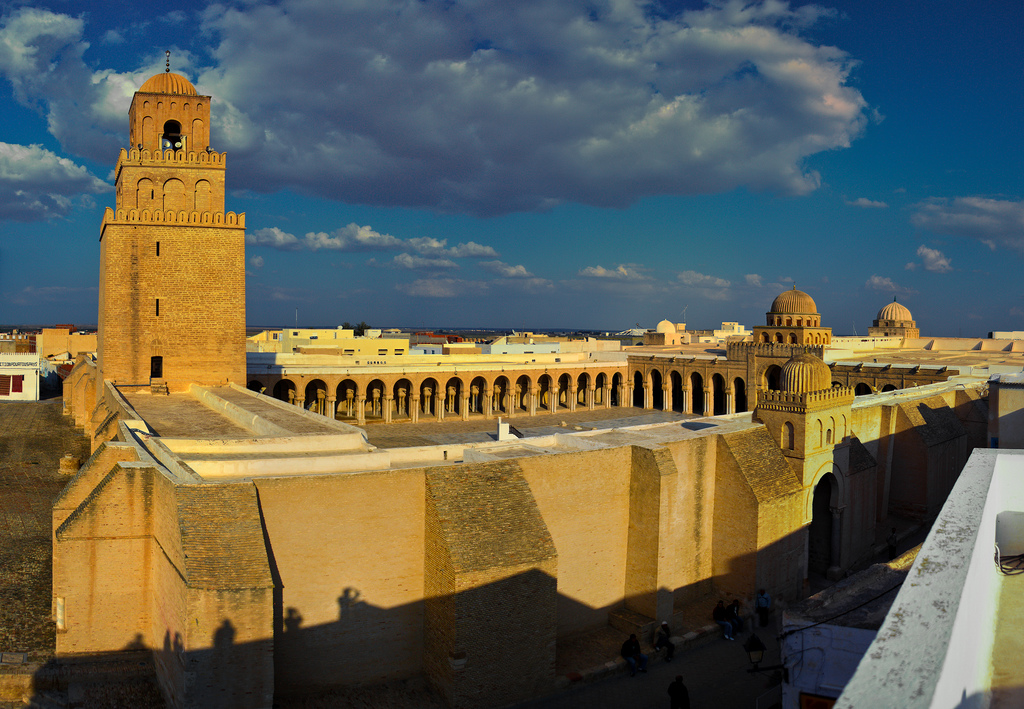
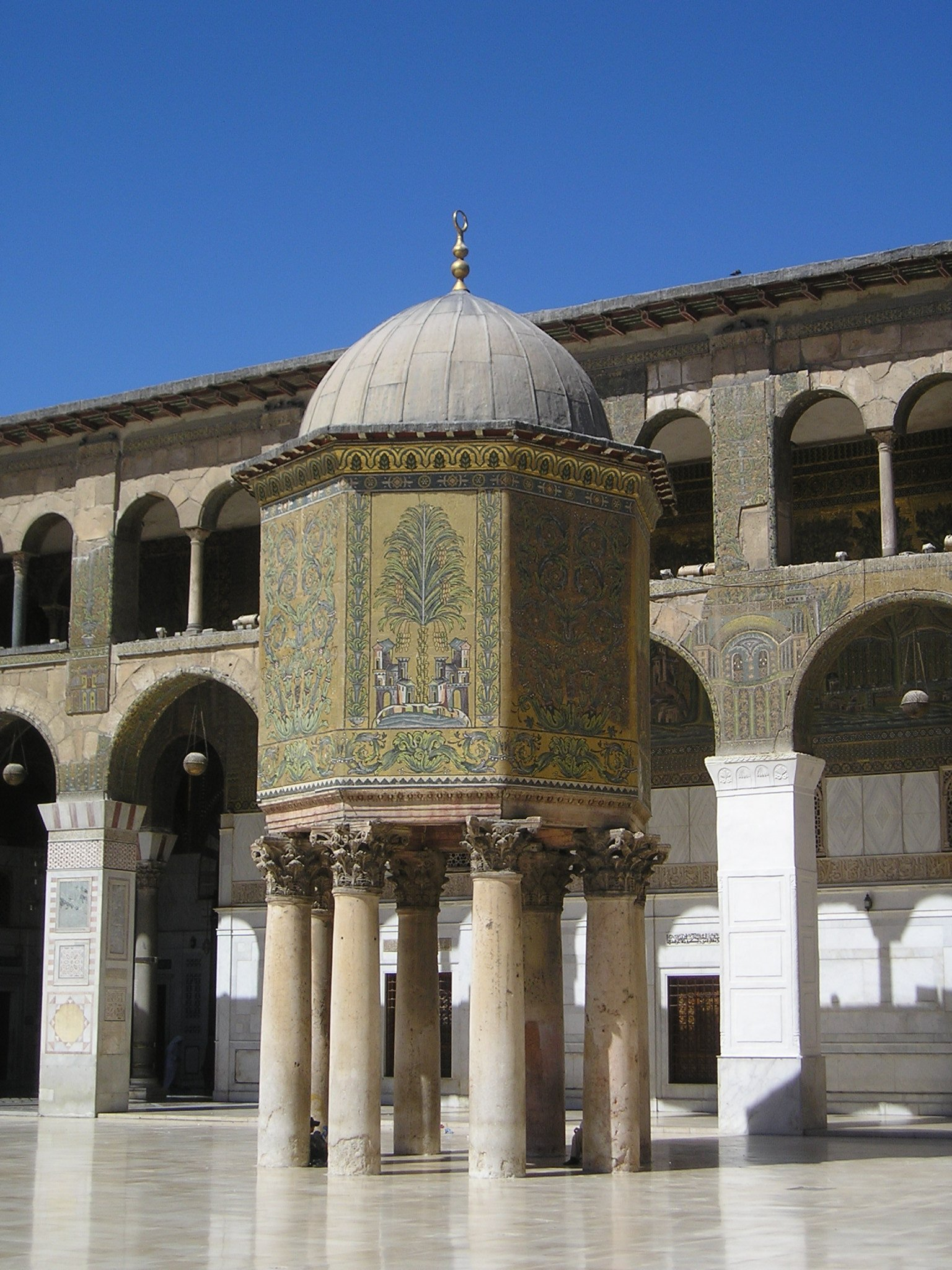
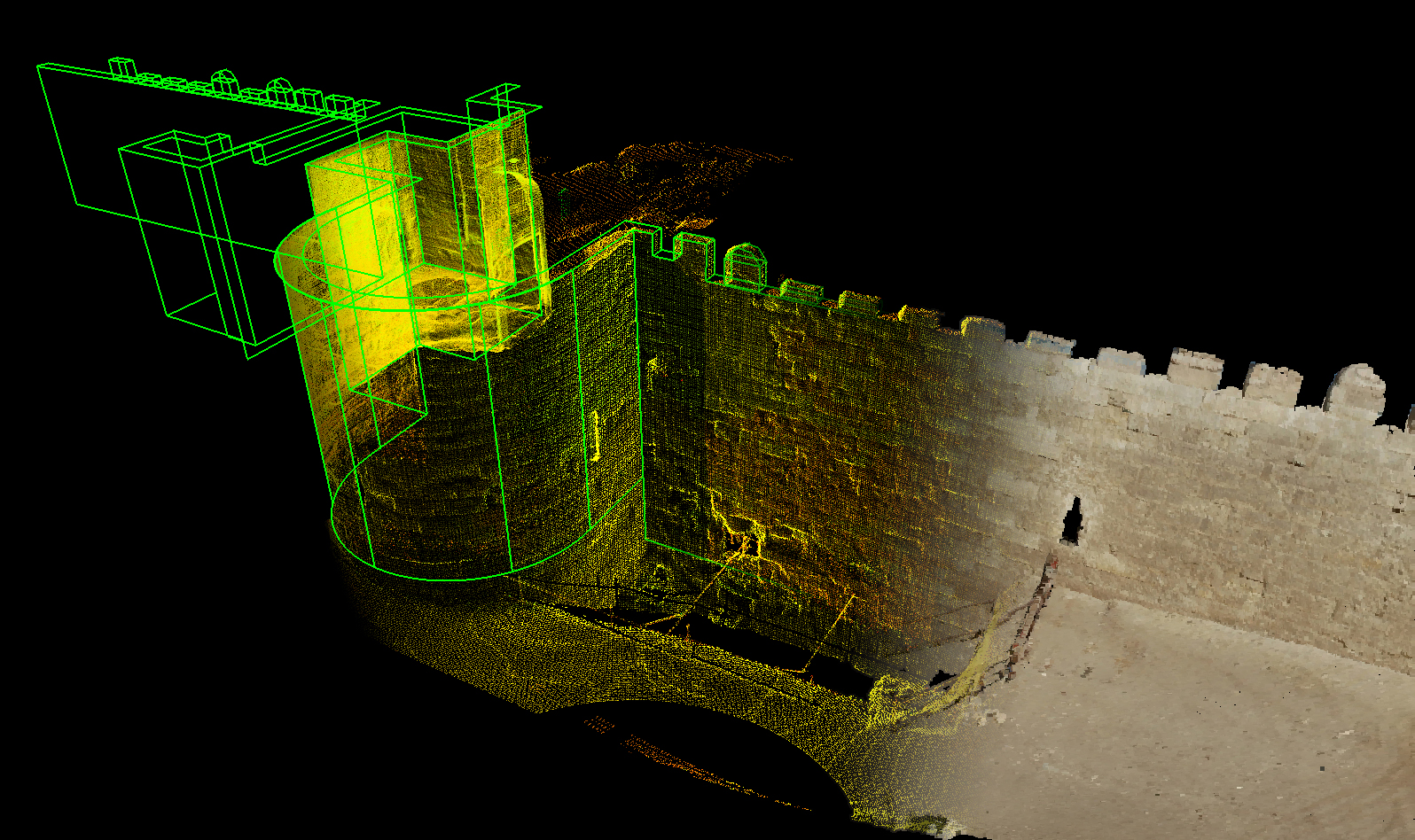
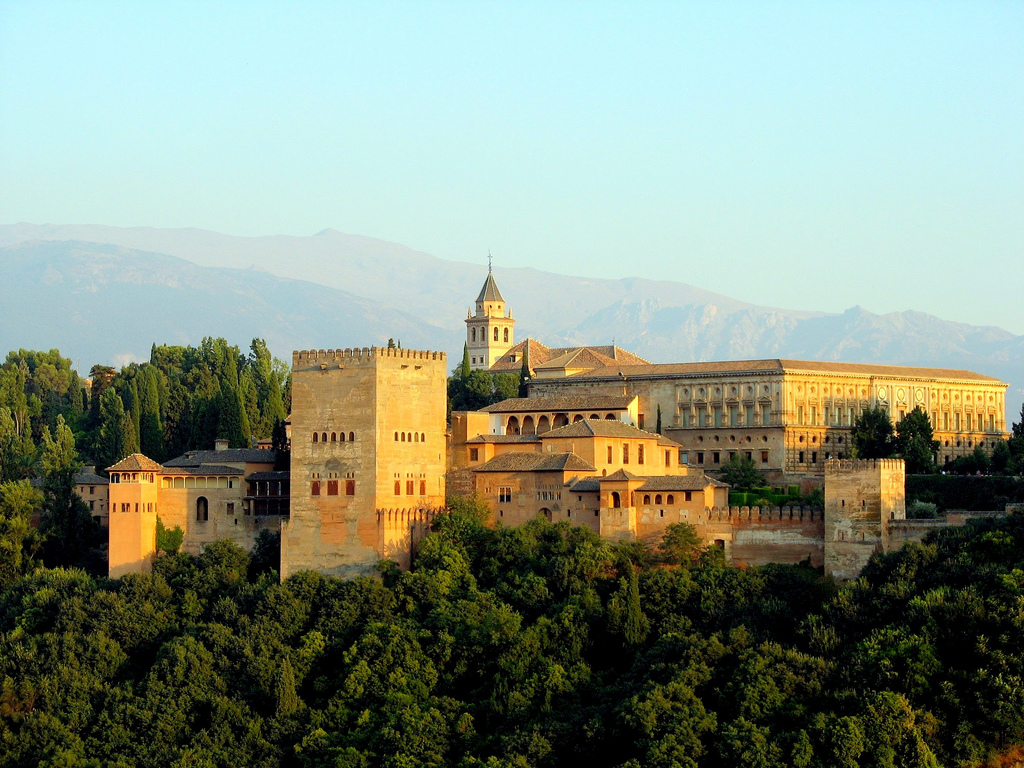
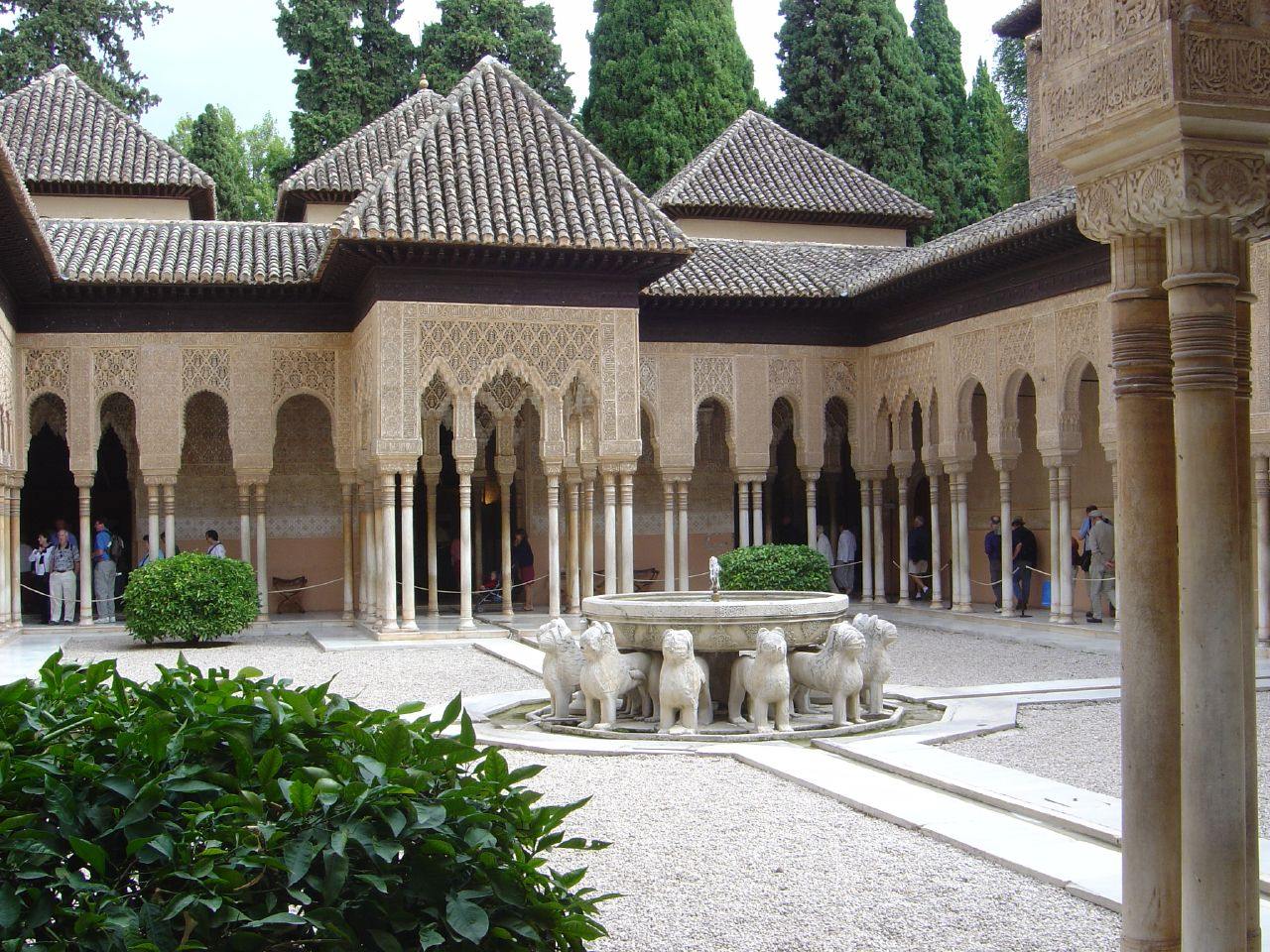
بارگاه شیرها، الحمرا
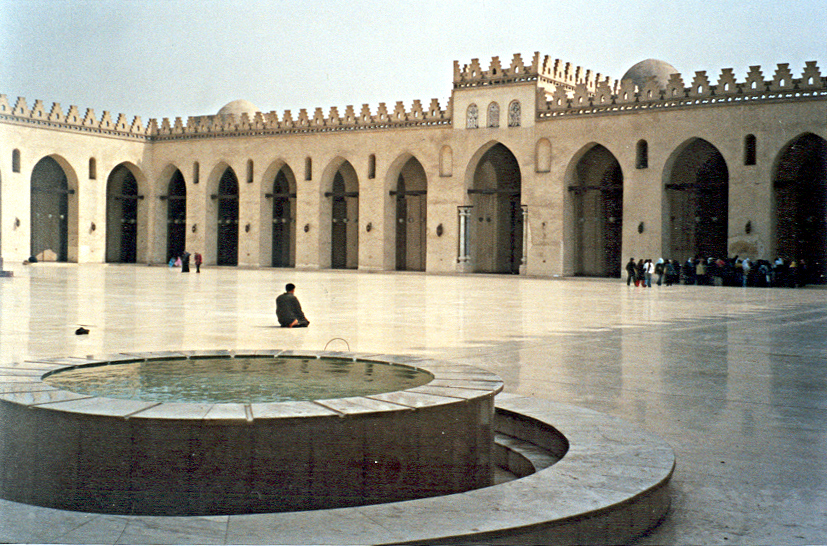
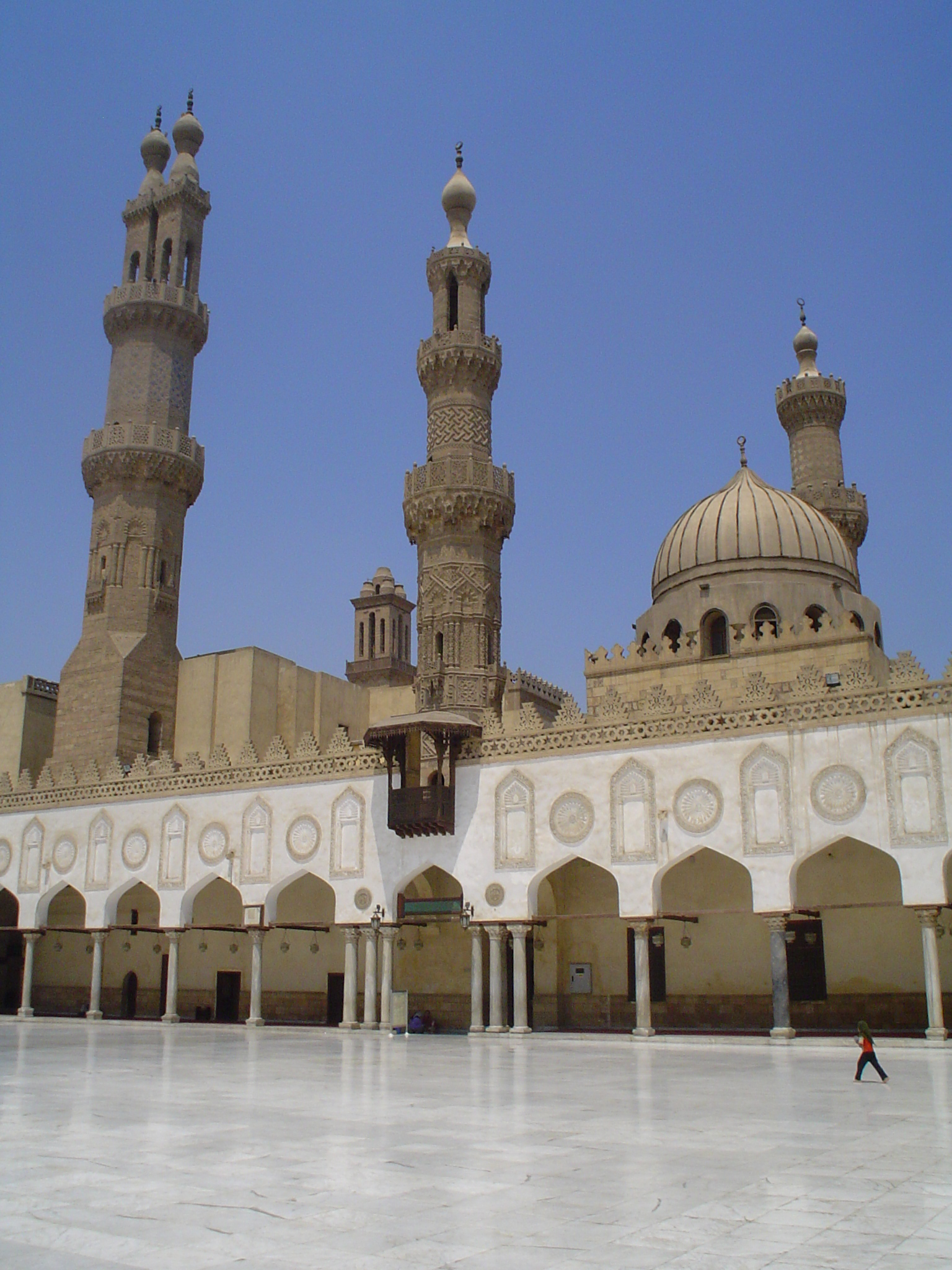

## مطالعات بیشتر
- Abdullahi Y. , Embi M. R. B (2015). Of Abstract Vegetal Ornaments On Islamic Architecture. International Journal of Architectural Research: Archnet-IJAR. {{cite book}}: External link in |title= (help)
- Yahya Abdullahi, Mohamed Rashid Bin Embi (2013). of Islamic geometric patterns. Frontiers of Architectural Research: Elsevier. {{cite book}}: External link in |title= (help)